# Обыкновенная скалярия
Обыкновенная скалярия, или скаляре (лат. Pterophyllum scalare) — вид рыб из семейства цихлид (Cichlidae). Впервые описан в 1823 году немецким исследователем Мартином Лихтенштейном[уточнить].

## Ареал
Скалярии обитают в бассейнах рек Амазонка и Риу-Негру, в областях с так называемой «чёрной водой». Предпочитают спокойные участки, бухты. По сообщению М. Н. Ильина, в Европу обыкновенные скалярии впервые завезены в 1909 году.

## Описание
Формой тела напоминают полумесяц, благодаря сильно удлиненным спинному и анальному плавникам. Брюшные плавники преобразовались в некое подобие усиков. С боков тело сильно сжато. Тело этой рыбы вертикально пересекают несколько темных полос, обычно таких полос четыре. Природная форма имеет серебристое тело с красными глазами, но в настоящее время аквариумистами выведены множество пород и гибридов. В результате селекционной работы любителей получено огромное количество цветовых вариаций — от золотистого до чёрного. 
Половой диморфизм выражен очень слабо. У взрослых самцов более длинный спинной плавник и на лбу есть жировой мешок. Благодаря этому самцов можно выделить по округлому лбу, тогда как у самки он плоский. 
В среднем самка скалярии обыкновенной может отложить 150-200 икринок. Скалярии становятся половозрелыми в период от 8 до 12 месяцев жизни. В естественных условиях и в неволе могут жить до 8-10 лет.

## Содержание и разведение
Несмотря на распространенное мнение скалярии довольно неприхотливы, хотя при неправильном содержании подвержены многочисленным болезням, что делает затруднительными их содержание для неопытных аквариумистов. Скаляриям необходим просторный аквариум (не менее 50 литров, лучше — от 80 литров) и чистая слабокислая (pH 6-7,5) вода температурой 24-26 °C.
Корм предпочтительно использовать живой (мотыль, дафния, коретра), но подойдет и качественный сухой (хлопья). Нежелательно давать трубочника, так как от него скалярии жиреют и теряют способность к размножению, а случается и погибают. М. Н. Ильин сообщает, что нередки случаи, когда скалярии без видимых причин отказываются от корма в течение 1-2 недель. Нежелательно перекармливать скалярий, количество корма должно быть строго лимитировано и составлять количество, которое рыба съедает за пять минут. 
Определение пола у скалярий связано с затруднениями и вероятность ошибки довольно велика. Поэтому для разведения приобретают группу рыб-подростков (не менее 6 особей), которые при содержании в одном аквариуме со временем разбиваются на пары (хотя и здесь случаются недоразумения — иногда, при нехватке самок один из самцов начинает имитировать их поведение).
Пару, выбранную для разведения отсаживают в отдельный аквариум (емкостью не менее 60 литров) и повышают температуру воды до 28-30 °C. Активная реакция и жесткость воды — такие же, как и при содержании. Рыб обильно кормят.
Скалярии мечут икру на лист растения, отклонившийся от вертикали на угол — 30-45°. Поэтому в качестве субстрата для нереста используется, например, лист криптокорины, а некоторые аквариумисты устанавливают в нерестилище кусок пластика или оргстекла зелёного цвета, наклоненного под нужным углом. Разводчики, которые разводят скалярий в больших количествах, по свидетельству Г. Р. Аксельрода, используют в качестве субстрата кусок шифера.
Признаком начинающегося нереста является повышенное внимание рыб к субстрату. Они начинают тщательно очищать облюбованный лист от грязи. После этого самка выметывает на него икру, а самец оплодотворяет её. Дальнейшие действия зависят от аквариумиста: одни оставляют родителей ухаживать за икрой и мальками, другие, опасаясь уничтожения икры рыбами, предпочитают высадить их из нерестовика и заниматься выращиванием потомства самостоятельно.